# Liste des basiliques de la Lombardie
Cette liste recense les basiliques de la Lombardie, Italie.

## Liste
- Abbiategrasso
  - Basilique Santa Maria Nuova
- Bellagio
  - Basilique Saint-Jacob
- Bergame
  - Basilique Santa Maria Maggiore
- Bonate Sotto
  - Basilique Sainte-Julie
- Brescia
  - Basilique San Salvatore
  - Basilique Santa Maria delle Grazie
- Busto Arsizio
  - Basilique Saint-Jean Baptiste
- Cantù
  - Basilique Saint-Vincent de Galliano
- Carate Brianza
  - Basilique Saints-Pierre-et-Paul (Carate Brianza)
- Caravaggio (Italie)
  - Basilique de Notre-Dame de Caravaggio
- Clusone
  - Basilique Santa Maria Assunta
- Côme
  - Basilique San Fedele
  - Basilique Sant'Abbondio
  - Basilique San Carpoforo
- Fara Gera d'Adda
  - Basilique Autarena
- Gallarate
  - Basilique Sainte-Marie
- Lecco
  - Basilique mineure romaine Saint-Nicolas
- Legnano
  - Basilique San Magno
- Lodi
  - Dôme de Lodi
- Lodi Vecchio
  - Basilique des douze apôtres
- Lomello
  - Basilique Sainte-Marie Majeure
- Magenta
  - Basilique Saint-Martin
- Mantoue
  - Basilique Palatine Santa Barbara
  - Basilique Saint-André
- Milan
  - Basilique paléochrétienne
  - Basilique Saint-Ambroise
  - Basilique San Calimero
  - Basilique Sant'Eufemia
  - Basilique Sant'Eustorgio
  - Basilique Saint-Laurent
  - Basilique San Nazaro in Brolo
  - Basilique San Simpliciano
  - Basilique Saint-Stéphane Majeur
  - basilique Saint-Étienne-le-Majeur
- Montichiari
  - Basilique de Montichiari
- Monza
  - Basilique Saint-Jean Baptiste
- Pavie
  - Basilique San Michele Maggiore
  - Basilique San Pietro in Ciel d'Oro
  - Basilique San Teodoro
  - Basilique Sant'Ambrogio
  - Basilique de Santissimo Salvatore
- Treviglio
  - Basilique Saint-Martin